# Caerostris hirsuta
Caerostris hirsuta är en spindelart som först beskrevs av Simon 1895.  Caerostris hirsuta ingår i släktet Caerostris och familjen hjulspindlar.
Artens utbredningsområde är Madagaskar. Inga underarter finns listade.